# جان لوکاره
جان لوکاره با نام شناسنامه‌ای دیوید جان موره کورنول (انگلیسی: John le Carré؛ زاده ۱۹ اکتبر ۱۹۳۱ – درگذشته ۱۲ دسامبر ۲۰۲۰) نویسنده اهل بریتانیا بود. وی با رمانهای جاسوسی خود شناخته می‌شود و در دهه‌های ۱۹۵۰ و ۱۹۶۰ در دستگاه‌های جاسوسی بریتانیا ام‌آی‌فایو و ام‌آی‌سیکس مشغول بود.
تعدادی از کتاب‌های او دستمایه‌ای برای مجموعه‌های تلویزیونی و فیلم بوده‌اند.
از آثار این نویسنده «جاسوسی که از سردسیر آمد»، «پیله ور، خیاط، سرباز، جاسوس» «قتل بی عیب و نقص» و «میراث جاسوسان» به فارسی ترجمه شده‌اند.

#### داستان و رمان
- تلفن برای مرد مرده ۱۹۶۱
- قتل بی عیب و نقص ۱۹۶۲
- جاسوسی که از سردسیر آمد ۱۹۶۳
- جنگ آینه‌ها ۱۹۶۵
- شهرکی در آلمان ۱۹۶۸
- عاشق ساده و احساساتی ۱۹۷۱
- پیله ور، خیاط، سرباز، جاسوس ۱۹۷۴
- دانش‌آموز شریف ۱۹۷۷
- دار و دسته اسمایلی ۱۹۷۹
- دخترک طبل‌زن ۱۹۸۳
- جاسوس نمونه ۱۹۸۳
- خانه روسیه ۱۹۸۶
- زائر مخفی ۱۹۹۰
- مدیر شب ۱۹۹۳
- بازی ما ۱۹۹۵
- خیاط پاناما ۱۹۹۶
- سینگل و سینگل ۱۹۹۹
- باغبان ثابت ۲۰۰۱
- دوستان مطلق ۲۰۰۳
- آهنگ مأموریت ۲۰۰۶
- مرد تحت تعقیب ۲۰۰۸
- خائنانگی ما ۲۰۱۰
- حقیقت ظریف ۲۰۱۳
- میراث جاسوسان ۲۰۱۷
- مأمور در زمین می‌دود ۲۰۱۹

### غیر داستانی
- سرباز خوب ۱۹۹۱
- ایالات متحده آمریکا عصبانی شد ۲۰۰۳

### داستان کوتاه
- جرئت دارم گریه کنم، جرئت دارم عزاداری کنم؟ ۱۹۶۷ منتشر شده در ساتردی ایونینگ پست
- امشب چه آیینی رعایت می‌شود؟
- نویسنده و مرد متشخص
- شاهی که هرگز سخن نگفت

### مجموعه داستان
- جاسوس ناسازگار
- تلاش کارلا

### فیلمنامه
- آخر خط
- قتل بی عیب و نقص
- خیاط پاناما